# Croatia Records
La Croatia Records è la più importante etichetta discografica della Croazia.

## Storia
L'etichetta è nata ufficialmente nel 1947 come parte della Jugoton.
Nel 1991 è stata ufficialmente rinominata come Croatia Records, registrata presso il tribunale nel 1996.
Attualmente è una società per azioni gestita da Želimir Babogredac nelle vesti di amministratore delegato.

## Artisti
Lista parziale:
- Bijelo Dugme
- Dražen Zečić
- Arsen Dedić
- Mišo Kovač
- Josipa Lisac
- Goran Bare
- Maksim Mrvica
- Crvena jabuka
- Jelena Rozga
- Novi fosili
- Rade Šerbedžija
- Jacques Houdek
- Parni valjak
- Leteći odred
- Mladen Grdović
- Dino Dvornik
- Dino Merlin
- Radojka Šverko
- Mate Bulić
- Disciplin a Kitschme
- Srebrna krila
- Divlje jagode
- Tonči Huljić
- Marko Perković Thompson
- Tiho Orlić